# 1661 год
1661 (ты́сяча шестьсо́т шестьдеся́т пе́рвый) год  по григорианскому календарю — невисокосный год, начинающийся в субботу. Это 1661 год нашей эры, 1‑й год 7‑го десятилетия XVII века 2‑го тысячелетия, 2‑й год 1660‑х годов. Он закончился 364 года назад.
| Пн | Вт | Ср | Чт | Пт | Сб | Вс |
|    |    |    |    |    | 1  | 2  |
| 3  | 4  | 5  | 6  | 7  | 8  | 9  |
| 10 | 11 | 12 | 13 | 14 | 15 | 16 |
| 17 | 18 | 19 | 20 | 21 | 22 | 23 |
| 24 | 25 | 26 | 27 | 28 | 29 | 30 |
| 31 |    |    |    |    |    |    |

| Пн | Вт | Ср | Чт | Пт | Сб | Вс |
|    | 1  | 2  | 3  | 4  | 5  | 6  |
| 7  | 8  | 9  | 10 | 11 | 12 | 13 |
| 14 | 15 | 16 | 17 | 18 | 19 | 20 |
| 21 | 22 | 23 | 24 | 25 | 26 | 27 |
| 28 |    |    |    |    |    |    |

| Пн | Вт | Ср | Чт | Пт | Сб | Вс |
|    | 1  | 2  | 3  | 4  | 5  | 6  |
| 7  | 8  | 9  | 10 | 11 | 12 | 13 |
| 14 | 15 | 16 | 17 | 18 | 19 | 20 |
| 21 | 22 | 23 | 24 | 25 | 26 | 27 |
| 28 | 29 | 30 | 31 |    |    |    |

| Пн | Вт | Ср | Чт | Пт | Сб | Вс |
|    |    |    |    | 1  | 2  | 3  |
| 4  | 5  | 6  | 7  | 8  | 9  | 10 |
| 11 | 12 | 13 | 14 | 15 | 16 | 17 |
| 18 | 19 | 20 | 21 | 22 | 23 | 24 |
| 25 | 26 | 27 | 28 | 29 | 30 |    |

| Пн | Вт | Ср | Чт | Пт | Сб | Вс |
|    |    |    |    |    |    | 1  |
| 2  | 3  | 4  | 5  | 6  | 7  | 8  |
| 9  | 10 | 11 | 12 | 13 | 14 | 15 |
| 16 | 17 | 18 | 19 | 20 | 21 | 22 |
| 23 | 24 | 25 | 26 | 27 | 28 | 29 |
| 30 | 31 |    |    |    |    |    |

| Пн | Вт | Ср | Чт | Пт | Сб | Вс |
|    |    | 1  | 2  | 3  | 4  | 5  |
| 6  | 7  | 8  | 9  | 10 | 11 | 12 |
| 13 | 14 | 15 | 16 | 17 | 18 | 19 |
| 20 | 21 | 22 | 23 | 24 | 25 | 26 |
| 27 | 28 | 29 | 30 |    |    |    |

| Пн | Вт | Ср | Чт | Пт | Сб | Вс |
|    |    |    |    | 1  | 2  | 3  |
| 4  | 5  | 6  | 7  | 8  | 9  | 10 |
| 11 | 12 | 13 | 14 | 15 | 16 | 17 |
| 18 | 19 | 20 | 21 | 22 | 23 | 24 |
| 25 | 26 | 27 | 28 | 29 | 30 | 31 |

| Пн | Вт | Ср | Чт | Пт | Сб | Вс |
| 1  | 2  | 3  | 4  | 5  | 6  | 7  |
| 8  | 9  | 10 | 11 | 12 | 13 | 14 |
| 15 | 16 | 17 | 18 | 19 | 20 | 21 |
| 22 | 23 | 24 | 25 | 26 | 27 | 28 |
| 29 | 30 | 31 |    |    |    |    |

| Пн | Вт | Ср | Чт | Пт | Сб | Вс |
|    |    |    | 1  | 2  | 3  | 4  |
| 5  | 6  | 7  | 8  | 9  | 10 | 11 |
| 12 | 13 | 14 | 15 | 16 | 17 | 18 |
| 19 | 20 | 21 | 22 | 23 | 24 | 25 |
| 26 | 27 | 28 | 29 | 30 |    |    |

| Пн | Вт | Ср | Чт | Пт | Сб | Вс |
|    |    |    |    |    | 1  | 2  |
| 3  | 4  | 5  | 6  | 7  | 8  | 9  |
| 10 | 11 | 12 | 13 | 14 | 15 | 16 |
| 17 | 18 | 19 | 20 | 21 | 22 | 23 |
| 24 | 25 | 26 | 27 | 28 | 29 | 30 |
| 31 |    |    |    |    |    |    |

| Пн | Вт | Ср | Чт | Пт | Сб | Вс |
|    | 1  | 2  | 3  | 4  | 5  | 6  |
| 7  | 8  | 9  | 10 | 11 | 12 | 13 |
| 14 | 15 | 16 | 17 | 18 | 19 | 20 |
| 21 | 22 | 23 | 24 | 25 | 26 | 27 |
| 28 | 29 | 30 |    |    |    |    |

| Пн | Вт | Ср | Чт | Пт | Сб | Вс |
|    |    |    | 1  | 2  | 3  | 4  |
| 5  | 6  | 7  | 8  | 9  | 10 | 11 |
| 12 | 13 | 14 | 15 | 16 | 17 | 18 |
| 19 | 20 | 21 | 22 | 23 | 24 | 25 |
| 26 | 27 | 28 | 29 | 30 | 31 |    |

## События
- 1601—1661 — закончилась Голландско-португальская война. Вооружённый конфликт, в котором голландские Ост-Индская и Вест-Индская компании воевали по всему миру против Португальской империи[1].
  - Подписан Гаагский договор, в соответствии с которым Нидерланды признали принадлежность Португалии всей территории Бразилии, получив восемь миллионов гульденов (63 тонны золота), а португальцы уступили голландцам свои права на Цейлон и Острова пряностей[1].
- 1618—1683 — маньчжурское завоевание Китая. Процесс распространения власти маньчжурской империи Цин на территорию, принадлежавшую китайской империи Мин[2].
- 1640—1668 — Война за независимость Португалии. Серия народных волнений, конфликтов и военных действий, направленных на восстановление Португалией независимости от испанской короны[3].
  - 23 июня — Англо-португальский договор. Брачный договор между королём Англии, Шотландии и Ирландии Карлом II и сестрой короля Португалии Афонсу VI Екатерины Брагансской и альянс между Англией и Португалией, возобновивший существовавшие со Средних веков союзные отношения[4].
- 1645—1669 — Критская война. Война Османской империи с Венецианской республикой за богатое заморское владение Венеции остров Крит[5].
- 1654—1667 — Русско—польская война[6].
- 1660—1664 — Австро—турецкая война[7].
- 10 января — король Дании и Норвегии Фредерик III вводит Акт единодержавного наследственного правления, который заменил в датско-норвежском государстве выборную монархию —  наследственной[8].
- Июль — первые в Европе банкноты (банкоседлер) были выпущены в Стокгольме (Швеция).
- Арест суперинтенданта финансов Фуке. Следствие вскрыло гигантские хищения государственных средств.
- Чжэн Чэнгун начинает вытеснять голландцев с Тайваня.
- Армия У Саньгуя вторглась в приграничные области Бирмы.

### Англия
- Январь — восстание анабаптистов во главе с Т. Веннером и его подавление.
- Избрание нового парламента. В Англии восстановлена государственная англиканская церковь.
- Исаак Ньютон зачислен студентом в кембриджский Тринити-колледж.
- Генри Бишопом изобретён почтовый штемпель и применён на английской почте.

### Франция
- 1661—1662 — присоединение к Франции крохотных территорий в Лотарингии.
- Открытие во Франции Королевской академии танца.

## Русское государство
Царствование: 1645—1676 — Алексей Михайлович
- 1661—1665 — Западно-Сибирское восстание[9].
- 22 января (1 февраля) — в результате народного восстания в Могилёве горожанами был уничтожен русский гарнизон и город вернулся в состав Речи Посполитой[6].
  - Февраль—март — польско-литовские войска овладели Вильно, Ковно, Старым Быховом и другими. Осадили Борисов (русский гарнизон покинул город в середине 1662 года)[6].
  - После полуторагодичной осады польскому королю сдался русский гарнизон Вильны.
- 1 июля — заключён Кардисский мирный договор между Россией и Швецией, окончательно завершивший русско-шведскую войну 1656—1658, Россия согласилась установить границы в соответствии со статьями Столбовского мира 1617 года[10] .
- 6 июля — на высоком правом берегу Ангары был заложен острог, первое время называвшийся Янда́шским (Янда́шевским), впоследствии названный Иркутским. День основания Иркутска.
- Октябрь — декабрь — Юрий Богданович Хмельницкий, принявший вновь польско-литовское подданство в 1660 году, во главе "заднепровский" казаков при поддержке польских и крымско-татарских войск осаждал г. Переяславль и воевал против войск левобережного Днепра, которые сохранили верность русскому царю[11].
- Новгородский митрополит запретил пускать в храм набелённых и раскрашенных женщин.
- Ртищев Фёдор Михайлович способствовал хиротонии протоирея в епископа Мстиславского и Оршанского под именем Мефодий с назначением его местоблюстителем Киевской митрополии[12].
- Степан Тимофеевич Разин второй раз получил разрешение на паломничество в Соловецкий монастырь (см. 1652 год)[13].
- Степан Разин с казаком Ф. Будановым направлен Донским войском вести переговоры с калмыцкими тайшами (старейшинами), принявшими русское подданство, о совместных действиях против Крымского ханства и ногаев[13].
- Долгоруков Юрий Алексеевич, на именины царя, пожалован в спальники, войдя в узкий круг его комнатных людей[14].
- Пожалованы окольничеством: Сукин Осип Иванович[15].
- Пожалован боярством: Хованский Иван Андреевич[15].
- Местничество:
  - Козловский Артемий Иванович и Кошеев Авраамий (оба дьяка)[16].
  - Шаховской Юрий Иванович и Долгорукий Юрий Иванович[16].
  - Самарин Иван Фёдорович и Самарин Михаил Фёдорович и Колтовский Семён Степанович[16].
  - Новосильцев Григорий Владимирович против Вельяминов Никита Андреевич и Вельяминов Лев Андреевич[16].
  - Скрябин Михаил Фёдорович и Дмитриев Михаил Михайлович[16].
- На Вишнёвом городище переселенцами из Речи Посполитой основан город Суджа (позднее возведён острог)[17].
- Основан Иркутский острог (первоначально назывался также Яндашским)[18].

### Руководители приказов
| Года      | Приказ             | Ф,И,О главы                  | Примечания            |
| --------- | ------------------ | ---------------------------- | --------------------- |
| 1652—1664 | Новая четверть     | Хитрово Богдан Матвеевич     |                       |
| 1654—1680 | Оружейная палата   | Хитрово Богдан Матвеевич     |                       |
| 1658—1666 | Ствольный приказ   | Хитрово Богдан Матвеевич     | Первый раз: 1652-1653 |
| 1656-1664 | Большого дворца    | Ртищев Фёдор Михайлович      |                       |
| 1661-1662 | Лифляндских дел    | Ртищев Фёдор Михайлович      | Первый раз: 1658/59   |
| 1648-1665 | Стрелецкий приказ  | Милославский Илья Данилович  |                       |
| 1648-1666 | Большой казны      | Милославский Илья Данилович  |                       |
| 1649-1666 | Иноземский приказ  | Милославский Илья Данилович  |                       |
| 1649-1667 | Аптекарский приказ | Милославский Илья Данилович  | Боярин                |
| 1659-1662 | Рейтарский приказ  | Милославский Илья Данилович  | Первый раз: 1650-1658 |
| 1661-1662 | Казённый приказ    | Милославский Илья Данилович  | Первый раз: 1652-1656 |
| 1656-1666 | Счётный приказ     | Милославский Илья Данилович  |                       |
| 1660-1662 | Челобитный приказ  | Милославский Иван Михайлович |                       |
| 1653-1667 | Посольский приказ  | Иванов Алмаз Иванович        |                       |
| 1654-1669 | Печатный приказ    | Иванов Алмаз Иванович        |                       |
| 1656-1661 | Пушкарский приказ  | Долгоруков Юрий Алексеевич   | Первый раз: 1650-1654 |
| 1630-1661 | Разрядный приказ   | Гавренёв Иван Афанасьевич    | Окольничий            |
| 1661-1664 | Разрядный приказ   | Заборовский Семён Иванович   | Думный дьяк           |
| 1656-1664 | Тайных дел         | Башмаков Дементий Минич      |                       |

#### Воеводы[27]
| Года      | Город           | Ф,И,О воеводы                   | Примечания              |
| --------- | --------------- | ------------------------------- | ----------------------- |
| 1656-1661 | Албазин         | Пашковы: Афанасий и Еремей      |                         |
| 1660-1663 | Астрахань       | Черкасский Григорий Сунчалеевич | Боярин                  |
| 1661      | Братский острог | Похабов Яков                    | Енисейский сын боярский |

## Начало правления
См. также: Список глав государств в 1661 году
- Начало самостоятельного правления Людовика XIV.

## Наука
- 20 января — основан Львовский университет.
- Итальянский врач Марчелло Мальпиги, используя только что изобретённый микроскоп, восполнил пробел: он обнаружил крошечные сосуды, так называемые капилляры.

## Родились
См. также: Категория:Родившиеся в 1661 году
- 7 января — Мария Ангелов, блаженная римско-католической церкви, монахиня Ордена Босых Кармелиток, основательница монастырей в Италии.
- 23 марта — Жан-Батист Сантерр, французский живописец[28].
- 30 мая (9 июня) — царь Фёдор III Алексеевич, сын царя Алексея Михайловича и его первой жены Марии Ильиничны Милославской[29].
- Фёдор Матвеевич Апраксин — граф, сподвижник и ближайший помощник Петра Великого.
- Даниель Дефо — английский писатель.

## Скончались
См. также: Категория:Умершие в 1661 году
- 9 марта — кардинал Мазарини.
- 1 (11) ноября — Морозов Борис Иванович, русский государственный деятель, воспитатель будущего царя Алексея Михайловича (с 1633), боярин (с 1634), ближний боярин (с 1645)[30].
- Дезарг, Жерар — французский математик.